# Gerd Steiner (Radsportler)
Gerd Steiner (* 10. Juli 1946) ist ein ehemaliger deutscher Radrennfahrer und nationaler Meister im Radsport.

## Sportliche Laufbahn
Steiner wurde 1966 Mitglied der Nationalmannschaft der DDR im Straßenradsport. Er startete in jenem Jahr in der Polen-Rundfahrt und kam auf den 29. Rang. Beim Sieg von Siegfried Huster wurde er Dritter der Meisterschaft im Bergzeitfahren. 1967 wurde er Zweiter im Rennen Rund um die Braunkohle und erneut Dritter der Meisterschaft im Bergzeitfahren. 1968 gewann er den Titel im Mannschaftszeitfahren mit Reinhard Dertz, Siegfried Huster und Dieter Voigtländer. Er gewann auch das Auswahlrennen Rund um Langenau und wurde Zweiter der DDR-Rundfahrt hinter Dieter Grabe. Auch im Eintagesrennen Berlin–Leipzig belegte er den zweiten Rang. Im September des Jahres beendete er die Bulgarien-Rundfahrt als Achter. Steiner startete für den SC Karl-Marx-Stadt.